# Peter IV van Aragón
Peter IV van Aragon (Balaguer, 5 september 1319 – Barcelona, 7 januari 1387) was koning van Aragón, van Sardinië en Corsica, van Valencia en graaf van Barcelona van 1336 tot 1387 (de kroon van Aragón).

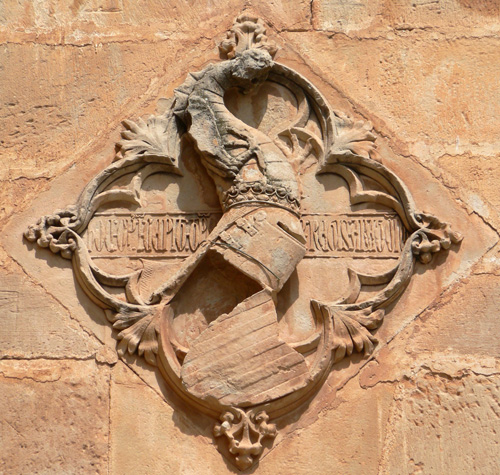
Wapen van Peter IV van Aragón op de poort van het klooster van Poblet

Peter IV van Aragon, had twee bijnamen. De eerste was de Ceremoniële, in het Spaans el Ceremonioso, vanwege zijn voorkeur voor een geregelde en ordelijke hofhouding. De tweede was van de kleine dolk, in het Catalaans Del Punyalet, vanwege een klein steekwapen dat hij altijd bij zich droeg.
Hij was de oudste zoon van koning Alfons IV van Aragón en Theresia van Entenza.

## Troonopvolging en erfenis
De vader van Peter, Alfons IV van Aragón was gedurende de laatste jaren van zijn leven ernstig ziek. Alfons was in 1329 hertrouwd met Eleonora van Castilië met wie hij twee zoons kreeg, Ferdinand en Jan. Eleonora voorzag dat bij het sterven van Alfons haar zoons geen groot deel in de erfenis zouden krijgen. Daarom bewerkte zij Alfons zo dat hij in de laatste jaren van zijn leven een aanzienlijk deel van zijn bezittingen overdroeg aan Ferdinand.
Volgens traditie ging de titel van graaf van Urgell niet naar de oudste zoon, maar naar de een na oudste zoon, in dit geval Jacobus I van Urgell.

## Koning van Aragón

### Unie van Aragón
Na het overlijden van zijn vader Alfons riep Peter een Cortes bijeen in Zaragoza waarbij hij zichzelf kroonde, in plaats van dit te laten doen door de bisschop. Hiermee liet hij zien dat hij zijn autoriteit niet ondergeschikt maakte aan die van de kerk.
Zijn afkeer van zijn stiefmoeder deed hem ertoe bewegen contact te zoeken met Juan Manuel van Peñafiel en met Alfons IV van Portugal, als bondgenoten in de strijd tegen het koninkrijk van Castilië.
Bij gebrek aan een mannelijke troonopvolger uit zijn huwelijk met Maria van Évreux besloot Peter IV zijn dochter Constantia te benoemen tot troonopvolger. Hiertegen kwam de Aragonese adel in opstand, en ook zijn broer Jacobus, die hij tot procureur-generaal van het koninkrijk had benoemd. Nu dreigde Peter zijn broer deze titel weer te ontnemen en weigerde hem bovendien de toegang tot de grote steden. Jacobus zocht echter steun bij de adel en organiseerde een oppositie tegen zijn broer. Toen ook de adel en stedelingen van Valencia zich hierbij aansloten betekende dit een grote bedreiging voor de macht van de Aragonese koning. Door zijn eigen toedoen had hij de Unie van Aragón weer nieuw leven ingeblazen. Hij wist deze oppositie echter in 1348 te verslaan in de slag bij Épila.

### Strijd tegen de Moren
Toen de Moren rond 1340 een nieuwe aanval voorbereidden zag hij zich gedwongen om tijdelijk met Castilië een bondgenootschap aan te gaan. De Meriniden hadden al twee koninkrijken in het zuiden en oosten van Marokko veroverd, Sijilmasa en Tlemcen, en hadden Gibraltar en Algeciras in handen.
In 1340 versloeg een Moorse vloot de gezamenlijke vlootmacht van Aragón en Castilië, waarna het leger Abul al Hasan het Spaanse vasteland kon betreden. Tarifa werd belegerd met hulp van Yusuf I. Alfons XI van Castilië verzamelde geld en troepen en trok naar Tarifa waarna de Moren zich terugtrokken naar de oevers van de nabijgelegen rivier Salado. Hier werden de Meriniden verslagen. Ze trokken zich daarna terug naar Afrika. Hierna heeft nooit een Moors leger meer voet gezet op het Iberisch Schiereiland.

## Verovering van Majorca
Ondertussen hield Peter zich bezig met het heroveren van het koninkrijk Majorca, dat volgens het Verdrag van Anagni in 1295 weer was teruggegeven aan het koningshuis van Majorca.
In 1339 sloot Jacobus III van Majorca een verdrag met de Meriniden. Peter verzon een valse aanklacht tegen Jacobus. Hij eiste dat de Majorcaanse koning naar Barcelona zou komen om daar verantwoording af te leggen voor het illegaal slaan van munten in Rousillon. Toen Jacobus niet kwam opdagen werd hij bij verstek veroordeeld en zijn bezittingen werden in beslag genomen.
Vanaf 1343 viel Majorca weer onder Aragón. Op het vasteland werd door Jacobus nog strijd geleverd maar hij gaf zich uiteindelijk in 1344 over.
In 1347 kwamen de Majorcanen opnieuw in opstand, gesteund door Genua. Mariano IV van Arborea steunde de opstand openlijk vanaf 1353. Peter sloot in 1351 een bondgenootschap met Venetië om het Genuese gevaar te keren. Het jaar daarop versloeg hij de vloot van Genua in de oostelijke Middellandse Zee en in 1353 behaalde hij een grotere overwinning in de buurt van Sicilië.

## Oorlog van de twee Peters
Het conflict tussen Castilië en Aragón dat duurde van 1356 tot 1375 wordt wel de Oorlog van de twee Peters genoemd. De twee hoofdrolspelers waren Peter IV van Aragón en Peter I van Castilië, die ook wel Peter de Wrede werd genoemd.
Aanleiding voor de oorlog was een aanval van Catalanen op schepen die goederen uit Genua vervoerden. Het eigenlijke motief lag echter in de onevenwichtige machtsverdeling op het Iberisch Schiereiland en de belangen van Aragón in Murcia.
Peter sloot een verbond met Hendrik van Trastámara, een halfbroer van Peter van Castilië. In 1357 veroverden de Castilianen de stad Tarazona. In 1359 rukten de Aragonese troepen op tot Medinaceli, gelegen ongeveer 150 ten noordoosten van Madrid.
In 1360 werd Tarazona door Peter IV heroverd en in mei 1360 werd de Vrede van Terrer gesloten. Alle veroverde gebieden werden teruggegeven en de Peters spraken af dat Hendrik van Trastámara en Ferdinand, de halfbroer van Peter, Peter I van Castilië niet zouden aanvallen vanaf Aragonees grondgebied.
Peter I van Castilië hervatte echter de vijandelijkheden in 1362 gesteund door Portugal, Navarra en Granada. Calatayud viel eind augustus, in 1363 werd Tarazona veroverd, Zaragoza werd bedreigd en verder naar het zuiden werden ook Teruel, Segorbe en Muviedro bedreigd. In 1363 werd een nieuw verdrag getekend, het verdrag van Murviedro, waarbij Aragon gebieden moest afstaan aan Castilië. Alfons, de zoon van Peter IV, zou Isabella van Castilië trouwen en Castiliaanse bezittingen in Valencia verkrijgen. Maar ook dit verdrag hield geen stand. Alicante, Elche en andere steden in het zuiden werden aan het eind van 1363 veroverd en het grootste deel van Valencia kwam onder Castilië te vallen.
Een belangrijke doorbraak kwam in 1366. Toen werd een bondgenootschap gesloten tussen Peter IV, Hendrik van Trastámara en Karel V van Frankrijk, die huurlingen zou leveren onder aanvoering van Bertrand du Guesclin. De kosten, 300.000 florijnen, werden verdeeld over de koningen van Frankrijk en Aragón en paus Urbanus V. De troepen vielen Castilië aan en Peter I moest vluchten. Hendrik werd in Burgos tot koning van Castilië gekroond, maar kwam zijn afspraken om land af te staan aan Aragón in ruil voor de steun tegen zijn broer niet na.
Toen Karel II van Navarra zijn claims op het veroverde Logroño liet varen, verloor Peter IV een belangrijke bondgenoot in de strijd tegen Castilië. Hendrik II leek steviger in het zadel te zitten. Nu was er echter een nieuwe aspirant voor de troon van Castilië. Jan van Gent trouwde in 1371 met Constance, de oudste dochter van Peter I van Castilië. In 1372 trouwde haar zus met Jan zijn broer, Edmund, graaf van Cambridge. Jan van Gent hoopte dat hij in samenwerking met Peter IV van Aragón en Portugal een oorlog tegen Castilië kon beginnen, maar Peter voelde hier weinig voor.
Uiteindelijk werd in 1375 een vrede gesloten. Peter zijn dochter Eleonara trouwde met Jan, de kroonprins. Met de oorlog was vrijwel niets bereikt. De gebieden die Peter I had veroverd werden aan Aragón teruggegeven, maar Hendrik kwam zijn belofte aan Peter IV niet na.
Het huwelijk tussen Eleonora en Jan bleek van groot belang, toen hun kind Ferdinand van Antequera via het Compromis van Caspe tot koning van Aragón werd gekozen. Hierdoor kwam het Huis van Trastámara binnen de dynastie van Aragón.

### Strijd om Sicilië
In 1377-1378 veroverde hij Sicilië op de Anjous.

### Algemeen
Peter bevorderde kunsten en wetenschappen. Hij stichtte in 1349 de Universiteit van Perpignan en in 1354 de universiteit van Huesca. Rond 1344 gaf hij aan Abraham en Jehuda Cresques de opdracht een wereldatlas te maken. Dit werd de Catalaanse Wereldatlas die tegenwoordig in het Louvre ligt.
In 1348-1350 werd het land zwaar door de pest getroffen; Peters tweede echtgenote, Eleonora van Portugal overleed aan de ziekte.

## Huwelijken en kinderen
op 25 juli 1338 met Maria van Évreux (-1347), dochter van graaf Filips van Évreux en koningin Johanna II van Navarra
- Constantia van Aragón (1343-1363), gehuwd met Frederik III van Sicilië
- Johanna (1344-1385), in 1373 getrouwd met Jan I van Empúries
- Maria (1345-1348)
- Peter (1347)

op 19 september 1347 met Eleonora van Portugal (1328-1348), dochter van koning Alfons IV
op 27 augustus 1349 met Eleonora van Sicilië (1325-1374), dochter van koning Peter II
- Johan I (1350-1396), opvolger
- Martinus (1356-1410), volgde zijn broer op
- Eleonora (1358-1382), in 1375 gehuwd met koning Johan I van Castilië-Leon (1358-1390), moeder van koning Ferdinand I van Aragon
- Alfons (1362-1364)

op 11 oktober 1377 met Sybilla de Fortia, dochter van graaf Bernhard,
- Alfons (1376-1377)
- Peter (1379)
- Isabella (1380-1424), in 1405/1407 gehuwd met Jacobus II van Urgell (1380-1433)

## Voorouders
| Voorouders van Peter IV van Aragon | Voorouders van Peter IV van Aragon                                   | Voorouders van Peter IV van Aragon                                   | Voorouders van Peter IV van Aragon                                     | Voorouders van Peter IV van Aragon                                     | Voorouders van Peter IV van Aragon                                  | Voorouders van Peter IV van Aragon                                  | Voorouders van Peter IV van Aragon                                  | Voorouders van Peter IV van Aragon                                  |
| ---------------------------------- | -------------------------------------------------------------------- | -------------------------------------------------------------------- | ---------------------------------------------------------------------- | ---------------------------------------------------------------------- | ------------------------------------------------------------------- | ------------------------------------------------------------------- | ------------------------------------------------------------------- | ------------------------------------------------------------------- |
| Overgrootouders                    | Peter III van Aragón (1239-1285) ∞ Constance van Sicilië (1249-1302) | Peter III van Aragón (1239-1285) ∞ Constance van Sicilië (1249-1302) | Karel II van Napels (1254-1309) ∞ 1270 Maria van Hongarije (1257-1323) | Karel II van Napels (1254-1309) ∞ 1270 Maria van Hongarije (1257-1323) | ? (-) ∞ ? (–)                                                       | ? (-) ∞ ? (–)                                                       | ? (-) ∞ ? (-)                                                       | ? (-) ∞ ? (-)                                                       |
| Grootouders                        | Jacobus II van Aragón (1267-1327) ∞ Blanca van Anjou (1280-1310)     | Jacobus II van Aragón (1267-1327) ∞ Blanca van Anjou (1280-1310)     | Jacobus II van Aragón (1267-1327) ∞ Blanca van Anjou (1280-1310)       | Jacobus II van Aragón (1267-1327) ∞ Blanca van Anjou (1280-1310)       | Gombald van Entenza (-) ∞ Constance of Antillón (-)                 | Gombald van Entenza (-) ∞ Constance of Antillón (-)                 | Gombald van Entenza (-) ∞ Constance of Antillón (-)                 | Gombald van Entenza (-) ∞ Constance of Antillón (-)                 |
| Ouders                             | Alfons IV van Aragón (1299-1336) ∞ Theresia van Entenza (1300–1327)  | Alfons IV van Aragón (1299-1336) ∞ Theresia van Entenza (1300–1327)  | Alfons IV van Aragón (1299-1336) ∞ Theresia van Entenza (1300–1327)    | Alfons IV van Aragón (1299-1336) ∞ Theresia van Entenza (1300–1327)    | Alfons IV van Aragón (1299-1336) ∞ Theresia van Entenza (1300–1327) | Alfons IV van Aragón (1299-1336) ∞ Theresia van Entenza (1300–1327) | Alfons IV van Aragón (1299-1336) ∞ Theresia van Entenza (1300–1327) | Alfons IV van Aragón (1299-1336) ∞ Theresia van Entenza (1300–1327) |
| Peter IV van Aragón (1319-1387)    |                                                                      |                                                                      |                                                                        |                                                                        |                                                                     |                                                                     |                                                                     |                                                                     |

- Biblioteca Nacional de España: XX1045997
- Bibliothèque nationale de France: cb11997791g (data)
- Catàleg d'autoritats de noms i títols de Catalunya: 981058525798806706
- Gemeinsame Normdatei: 11879051X
- International Standard Name Identifier: 0000 0001 0879 3082
- Library of Congress Control Number: n80158714
- Nationale Bibliotheek van Israël: 987007266447805171
- Nederlandse Thesaurus van Auteursnamen: 06969639X
- LIBRIS: 205996
- Système universitaire de documentation: 028069102
- Trove: 1203841
- Virtual International Authority File: 24610900
- WorldCat: E39PBJymGjxkCTkMycf7FtmWXd